# Cheval dans le folklore français

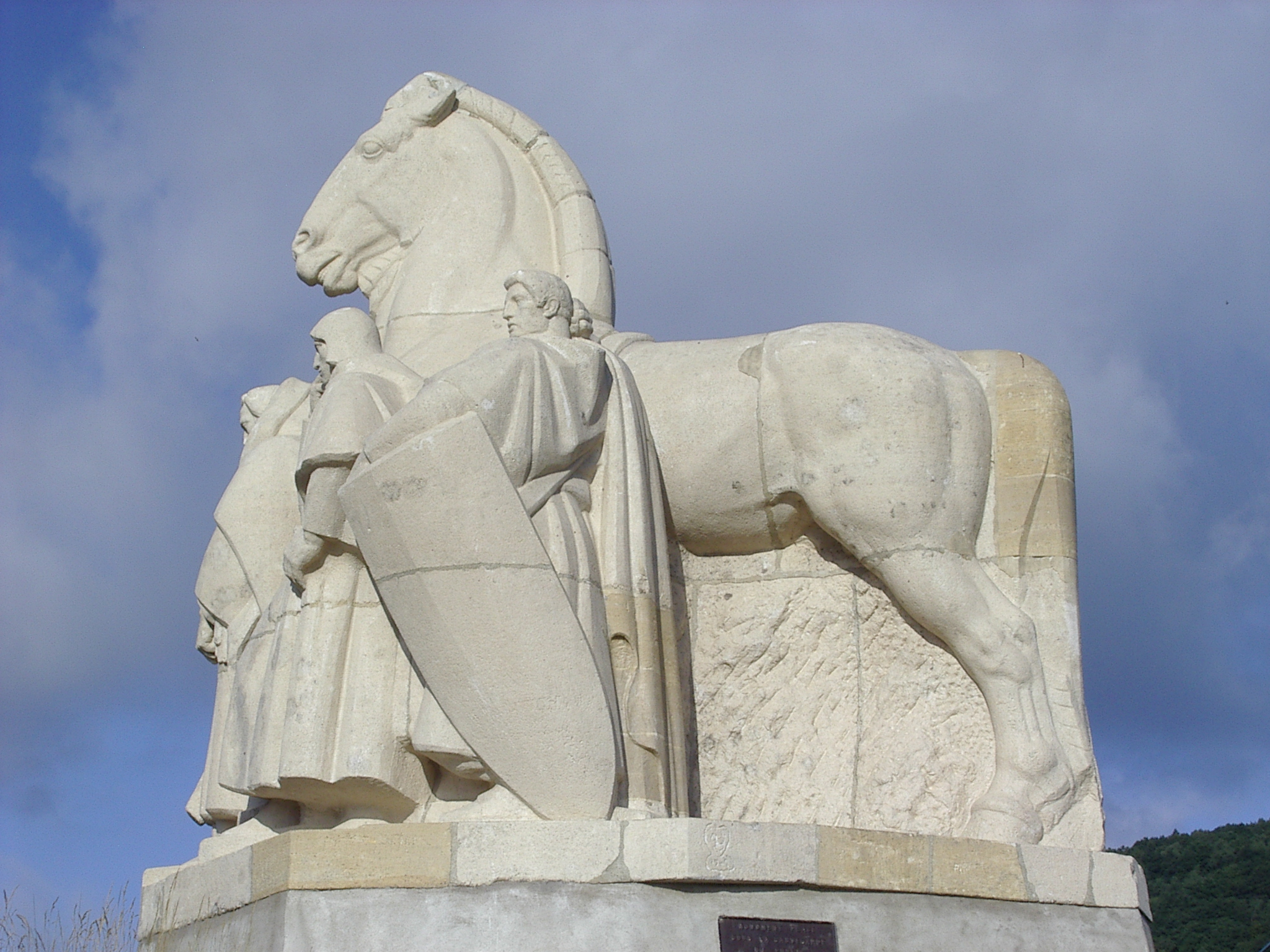
Statue du cheval Bayard et des quatre fils Aymon à Bogny-sur-Meuse.

Le cheval est présent dans le folklore français à travers de nombreuses croyances entourant l'animal réel, des cortèges et processions, mais aussi des légendes mentionnant de nombreux chevaux dotés de pouvoirs fabuleux.

## Origines
Les traditions, croyances et légendes liées au cheval puisent leur origine dans les nombreux mythes plus anciens, qui ont influencé le folklore français.

### Celtiques
La déesse celte Épona, protectrice des chevaux et des cavaliers et dont le culte, gaulois à l'origine, est connu par des sources romaines, a probablement eu une grande influence sur les croyances postérieures. Elle est liée aux sources d'après son iconographie.
La Bretagne a gardé un souvenir vivace de la mythologie celtique, origine invoquée pour de nombreuses traditions équines qui ont perduré jusqu'à une époque très récente dans des régions aussi variées que le massif du Jura (les chevaux légendaires du Jura sont dits issus de croyances celtes) et les Ardennes (la croyance populaire fait remonter Bayard à un souvenir du culte d'Épona).

### Germaniques
La mythologie nordique et son plus illustre représentant équin, Sleipnir, monture de la chasse sauvage dans les pays germaniques, ont influencé les régions d'Alsace et de Lorraine, à travers notamment un cheval blanc sacré dont on retrouve de multiples avatars. Par ailleurs, la christianisation des peuples germains et scandinaves a abouti à une modification de la symbolique du cheval, qui acquiert une image sombre et négative et devient l'animal du Diable, notamment en Alsace.

### Autres
Une origine romaine, et même grecque, peut être invoquée pour expliquer les légendes équines dans les régions proches de l'Italie. La mythologie pyrénéenne et la mythologie basque ont quant à elles imprégné tout le sud-ouest du territoire français.

## Saints cavaliers
- Saint Martin
- Saint Georges

## Par région
Le folklore français abonde en légendes à propos de chevaux dotés de pouvoirs fabuleux, tels que celui de porter un nombre infini de personnes sur leur dos. Ils peuvent aussi posséder une particularité morphologique qui les fait paraître monstrueux ou effrayants, avec trois jambes ou sans leur tête. En dehors de toute région spécifique, il mentionne surtout des chevaux blêmes maléfiques et ravisseurs, en relation avec la nuit, l'eau, et leurs dangers.

### Alsace
Le cheval, surtout le noir qui apparaît seul au milieu de la nuit, est considéré comme un animal du Diable en Alsace. Il renverse dans sa course le voyageur solitaire ou attardé, ou bien le force à monter sur lui, et franchit avec ce malheureux les haies et les fossés afin de le jeter dans un endroit entièrement inconnu. Parmi les animaux-fantômes de Strasbourg, il faut placer au premier rang le cheval à trois pieds qui erre sur les ponts et sur les rives de l'Ill, et que l'on assure être le Diable. Dans la chasse sauvage apparaissent aussi des chevaux à deux pieds. Que le diable prenne la forme de l'homme, il lui restera toujours des pieds de cheval. Les sorcières, femmes de diables, peuvent elles aussi prendre aussi la forme du cheval. En 1839, l'histoire suivante fut consignée à Bouxwiller, elle se serait déroulée dans un lieu voisin :

« Un paysan fut réveillé pendant la nuit par un bruit étrange, extraordinaire, qui partait de son écurie. Il se leva et quel fut son étonnement de voir entre ses deux chevaux tremblants et s'agitant avec inquiétude, un autre cheval tout noir, noir comme du charbon et la crinière hérissée. Le paysan voulut prendre par la tête cet étrange animal pour le faire sortir, mais il se mit à ruer si bien et si fort, qu'il fut obligé de se retirer sans avoir réussi. Quelques jours après il entendit le même bruit et trouva le même cheval noir entre les siens. C'est alors qu'il remarqua qu'il n'avait pas de fers aux pieds ; il réveilla en toute hâte le maréchal qui logeait à côté de lui, et qui ferra incontinent l'animal. Le lendemain matin on entendit dans une maison voisine, une voix de femme poussant des cris lamentables; quand on vint chez elle, on la trouva couchée au lit ; elle avait aux mains et aux pieds des fers-à-cheval. »

— Fédération des sociétés d'histoire et d'archéologie d'Alsace, 1851, Revue d'Alsace
Un livre curieux et rare de 1675 raconte un fait analogue :

« Dans une nuit sombre et orageuse, le diable, déguisé en officier, s'arrête devant la porte d'un maréchal-ferrant et le prie de ferrer son cheval. Il le fait sans hésiter; mais lorsqu'il revient auprès de sa femme, celle-ci pousse des cris désespérés : c'est à ses mains et à ses pieds que le maréchal mal avisé avait appliqué les fers, car ce fut elle qui avait servi de monture au diable. »

— Philo, Magiologia, Augustœ Rauracorum
Un « sorcier » du nom de Jean Nitschehn, d'Ensisheim, avoue dans son interrogatoire qui eut lieu le 15 mars 1616 « qu'après avoir assisté à un mariage du diable, il se réveilla couché dans la carcasse d'un cheval crevé ».
Dans les tours de sorcellerie, le cheval joue un rôle important : l'argent que le diable donne aux sorcières se change souvent en crottin de cheval. Lorsque des membres nouvellement admis aux pratiques de la sorcellerie se réveillent après le sabbat, ils ont à la main, au lieu d'une coupe, un sabot de cheval ; au lieu d'un rôti, une tête de cheval.

### Ardennes
Bayard, cheval le plus connu du Moyen Âge, est particulièrement ancré dans les Ardennes, où il est un modeleur du paysage marquant le sol de ses sabots, créant des étangs, des aiguilles et des cuvettes. La tradition populaire veut qu'il demeure toujours dans la forêt ardennaise, où il fuit ceux qui l'aperçoivent et fait retentir son hennissement à chaque Saint-Jean.

### Bretagne
En Bretagne, région logiquement liée à la mer, les chevaux sont largement associés à cet élément. Ar Gazek Klanv (la jument enragée), Ar Gazek Gwen (la jument blanche) et Ar Gazek C'hlaz (la jument bleue qui mène les poissons), sont trois aspects des vagues de la mer propres à Tréguier. Cette légende consignée par Paul Sébillot a été racontée par l’« elficologue » Pierre Dubois, qui la reprend également dans la bande dessinée qu'il a réalisée avec Joann Sfar, Petrus Barbygère. Ar Marc'h Hep Kavalier (le cheval sans cavalier) et Ar Marc'h Hep e Vestr (le cheval sans son maître) sont deux autres chevaux de la mer, aspects des vagues qui se succèdent les unes aux autres, du légendaire breton.
Le plus connu est Morvac'h, dont le nom signifie justement cheval de la mer.

### Lorraine
Le Bian cheval est propre à Celles-sur-Plaine, dans les Vosges. Blanc et maléfique, il est associé à l'eau, puisqu'il se rend à minuit près de la fontaine du village pour y boire. Il semble être un prolongement du cheval blanc sacré des Germains, portant malheur à ceux qui le croisent, et particulièrement ceux qui lui parlent.

### Pas-de-Calais
Dans le folklore de l'Artois, du Ternois et du Boulonnais se trouvent des animaux fabuleux et diaboliques, de couleur blanche. La blanque jument apparaissait, dit-on, à la tombée du jour ou au milieu de la nuit pour tromper les enfants et les hommes. Elle tentait ces derniers pour la monter et son dos pouvait s'allonger pour accueillir, en général, jusqu'à sept cavaliers. Dès qu'ils étaient bien installés sur son dos, elle les entraînait dans des pièges ou les jetait à l'eau. Cet animal est mentionné sous le même nom à Samer. Des créatures très similaires sont également répertoriées, ech goblin ou qu'vau blanc à Saint-Pol-sur-Ternoise, qui portait un collier à clochettes pour attirer ses victimes, ch'blanc qu'vo de Maisnil, ou encore l'animal de Vaudricourt, cheval blanc ou âne gris qui portait vingt enfants et finissait par les noyer.

### Poitou
Le cheval Mallet ou Malet, fabuleux et maléfique, est mentionné dans le folklore français autour de la Vendée, du Poitou, et plus fréquemment dans le pays de Retz, près du lac de Grand-Lieu. Cet animal était censé apparaître le soir ou au milieu de la nuit sous la forme d'un magnifique cheval blanc ou noir, proprement sellé et bridé, et tenter les voyageurs épuisés par un long voyage. Plusieurs légendes très semblables circulent à propos des imprudents qui chevauchèrent cette monture, et n'en revinrent jamais à moins de posséder sur eux la rançon du voyage ou un charme de protection tel qu'une médaille de saint Benoît. Le cheval Mallet est vu comme un instrument du Diable voire comme une forme de Satan lui-même, peut-être issu Sleipnir et de la chasse sauvage.

### Provence
Lou Drapé (lo drapet en occitan provençal, lou ou lo étant l'article « le ») est propre à la ville d'Aigues-Mortes, dans le Gard et dans la région marécageuse de Petite Camargue. Il était censé se promener autour des remparts de la cité pendant la nuit, et prendre un grand nombre d'enfants sur son dos pour les enlever, les enfants emportés ne revenant jamais. Il s'agit d'une version du drac des pays occitans, qui peut prendre la forme d'un cheval. Il était évoqué pour faire peur aux enfants, à l'instar du croque-mitaine ou du grand méchant loup dans d'autres régions de France.

### Jura

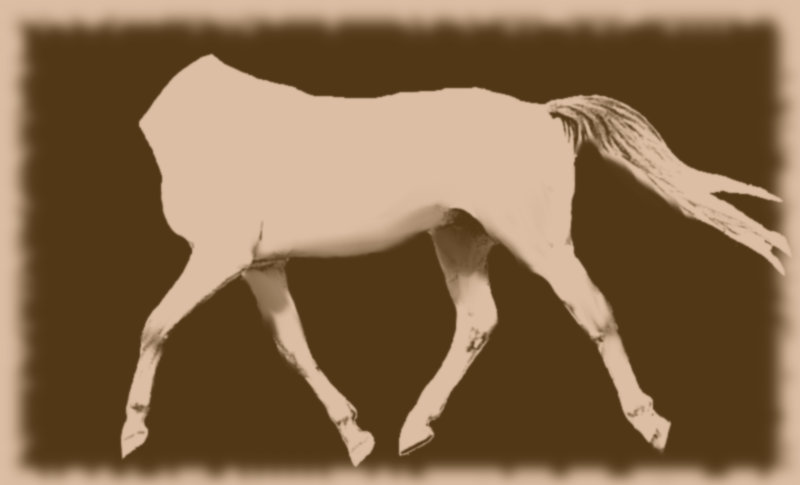
Un cheval blanc sans tête, selon la légende de Relans.

Le département français du Jura relate principalement des histoires de chevaux blancs et ailés se promenant près de sources, s'envolant au sommet des montagnes ou s'ébattant dans les forêts. On trouve également mention de chevaux sans tête, d'un cheval à trois pieds, ou encore de dangereuses montures qui noient les humains tentés de les monter dans la Loue. Ces animaux peuvent être montés durant une chasse sauvage ou simplement bloquer un passage, voire jouer des tours à ceux qui les enfourchent ou les tuer. Leurs légendes ont été principalement consignées par Désiré Monnier au début du XIXe siècle, et reprises dans divers ouvrages consacrés au folklore au fil du temps. Désiré Monnier et Gabriel Gravier voient pour ces légendes diverses origines possibles, celles des chevaux blancs et ailés semblent anciennes et issues de la tradition celtique, de la mythologie romaine, du Pégase de la mythologie grecque ou encore d'un génie tutélaire des Huns dont le souvenir se serait implanté dans la région. Le cheval Gauvin et les chevaux sans tête semblent être plus récents, et effrayaient les enfants.

### Normandie
Un gobelin ou lutin prend la forme d'un cheval nommé « cheval Bayard » pour jouer des tours à l'homme. Ainsi transformé, il se présente à quelque voyageur cheminant à pied, et témoigne d'abord de si pacifiques dispositions qu'on se décide souvent à l'enfourcher. Une fois dessus, ce n'est plus qu'une suite épouvantable de sauts, de soubresauts, de ruades, de mouvements étranges qui remplissent d'effroi. Quand l'esprit s'est amusé tout son saoul de la terreur de son cavalier, il s'en débarrasse en le jetant dans une mare ou dans un fossé plein d'eau bourbeuse.
Sur la cote du village d'Yport et de quelques autres lieux du littoral, il se montre, dit-on, fréquemment sur le rivage, des chevaux et des moutons de mer, dont les yeux exercent une telle fascination, que les imprudents qui s'exposent à leurs regards, sont entraînés irrésistiblement dans la mer, où ils disparaissent pour ne plus revenir.

### Languedoc
Claude Seignolle rapporte dans ses Évangiles du Diable l'histoire de vingt-quatre hommes qui revenaient d'une soirée près de Laguiole. Désireux de franchir un torrent, ils aperçurent un cheval qui se laissa docilement chevaucher et allongea son dos jusqu'à ce qu'ils puissent tous s'y tenir. L'animal tenta de les noyer, mais l'un de ses passagers eut la présence d'esprit de réciter un in nomine : le diable reprit alors son apparence sur l'autre rive et les vingt-quatre hommes furent sauvés.

## Croyances liées au cheval
Le cheval a fait l'objet de nombreuses croyances aux époques où il faisait partie de la vie quotidienne. En Bretagne au XIXe siècle quand un cheval bâillait, on lui disait : « Saint Éloi vous assiste » parce que ce saint est le patron des chevaux.

## Traditions liées au cheval

### Cortèges et processions
Le cheval est réputé pour avoir toujours été un élément important des cortèges et processions folkloriques. Le cheval-Jupon, consistant en un déguisement porté par un homme, est connu depuis des siècles. Une fête connue sous le nom de cheval Merlette, Merlet ou Mallet était donnée dans la commune de Saint-Lumine-de-Coutais, elle avait une fonction militaire, cathartique, de célébration du renouveau ou de carnaval. Bien que ses liens avec la légende du cheval Mallet demeurent peu connus, elle mettait en scène plusieurs acteurs autour d'un chêne, dont un déguisé en cheval. Elle fut combattue par les autorités ecclésiastiques et interdite en 1791.
Bayard était célébré dans le Nord de la France.

#### Sources anciennes
- Désiré Monnier, Traditions populaires comparées, J. B. Dumoulin, 1854, 812 p. (lire en ligne)
- Louis Pierre François Adolphe Chesnel de la Charbouclais (marquis de), Dictionnaire des superstitions, erreurs, préjugés et traditions populaires, vol. 20 de Troisième et dernière encyclopédie théologique, J.-P. Migne, 1856 (lire en ligne)
- Marie Émile Aimé Vingtrinier, Croyances et traditions populaires, 1874, 2e éd.
- Laurent-Jean-Baptiste Bérenger-Féraud, Superstitions et survivances : étudiées au point de vue de leur origine et de leurs transformations, vol. 2, E. Leroux, 1896
- Paul Sébillot, Le folklore de France : La mer et les eaux douces, vol. 2 de Le folklore de France, E. Guilmoto, 1905

#### Études récentes
- « Note sur le folklore et les cultes du cheval », Revue de folklore français et de folklore colonial, Paris, t. VI, nos 4-5,‎ juillet-octobre 1935, p. 209-214
- Jean Chevalier et Alain Gheerbrant, Dictionnaire des symboles, 1982 (1re éd. 1969) [détail des éditions]
- Georges Charrière, « La femme et l'équidé dans la mythologie française », Revue de l'histoire des religions, t. 188, no 2,‎ 1975, p. 129-188 (DOI 10.3406/rhr.1975.6132, lire en ligne)
- Francis Dubost, Aspects fantastiques de la littérature narrative médiévale, XIIe – XIIIe siècles : l'autre, l'ailleurs, l'autrefois, vol. 15 de Nouvelle bibliothèque du Moyen Âge, Libr. H. Champion, 1991, 1057 p. (ISBN 978-2-85203-202-6)